# Luxemburgo celta

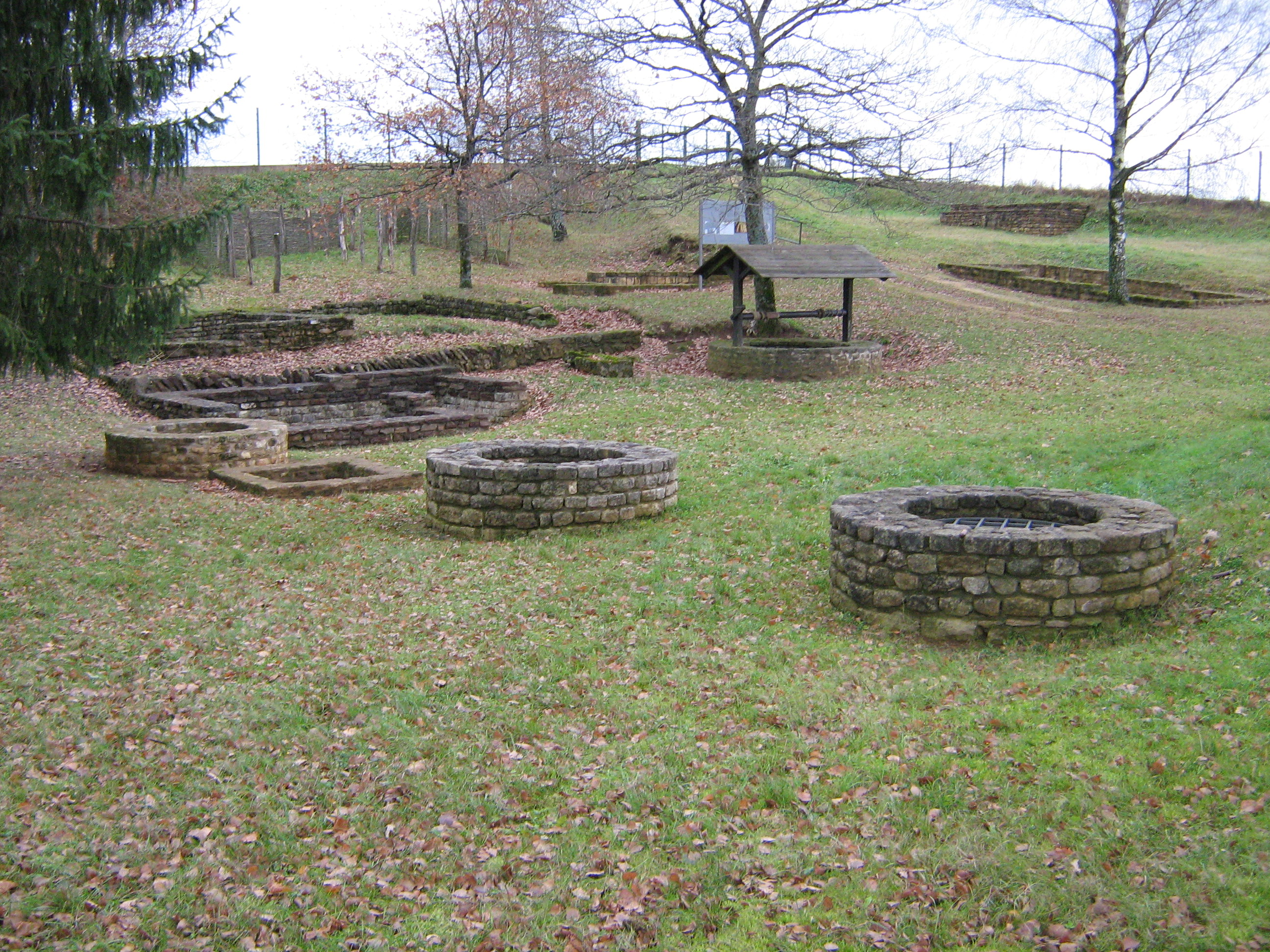
Titelberg, un asentamiento celta, Petange, Luxemburgo. Parte de la zona residencial excavada

El Luxemburgo celta existió durante el período que va desde aproximadamente el año 600 a. C. hasta el 100 d. C., cuando los celtas habitaban lo que ahora es el territorio del Gran Ducado de Luxemburgo . Su cultura estaba bien desarrollada, especialmente a partir del siglo I a. C., como puede verse en los restos del extenso sitio de Titelberg en el extremo suroeste del país y en los impresionantes hallazgos en varias tumbas y necrópolis en el valle del Mosela y sus alrededores.
Los celtas habitaron grandes áreas de Europa desde el Danubio hasta el Rin y el Ródano durante los siglos VI al I a. C., un período al que a veces se hace referencia como La Tène después de descubrirse de un sitio en Suiza donde se encontraron restos celtas en 1857. Fue alrededor del año 100 a. C. cuando los Treveri, una de las tribus celtas, tuvo un período de prosperidad. Construyeron varios asentamientos fortificados u oppida cerca del valle del Mosela en lo que hoy es el sur de Luxemburgo, el oeste de Alemania y el este de Francia . 
En el territorio que hoy en día cubre el Gran Ducado de Luxemburgo, hay evidencia de habitantes primitivos que se remontan al Paleolítico o a la Antigua Edad de Piedra, hace más de 35.000 años. Los artefactos más antiguos de este período son huesos decorados encontrados en Oetrange. 
Sin embargo, la primera evidencia real de civilización es del Neolítico o quinto milenio antes de Cristo cuando comenzaron a aparecer las casas. Se han encontrado rastros en el sur de Luxemburgo en Aspelt, Weiler-la-Tour, así como en Grevenmacher y Diekirch. Las viviendas estaban hechas de una combinación de troncos de árboles para la estructura básica, muros de mimbre revestidos de barro y techos de caña o paja.  Cerca de Remerschen se ha encontrado cerámica de este período. 
Aunque no hay muchas pruebas de comunidades en Luxemburgo a principios de la Edad de Bronce, varios sitios que se remontan al período entre los siglos XIII y VIII a. C. proporcionan pruebas de viviendas y revelan artefactos como cerámica, cuchillos y joyas. Estos incluyen Nospelt, Dalheim, Mompach y Remerschen

## La cultura Hallstatt
El descubrimiento en 1846 de un cementerio prehistórico en Hallstatt, Austria, reveló artefactos distintivos desde el Neolítico hasta la temprana Edad de Hierro, desde el 600 al 450 AC. Se consideran la primera prueba de la civilización celta y sirvieron de modelo para hallazgos similares que se produjeron en otras partes de Europa en zonas habitadas por los celtas. En Luxemburgo también, las pruebas de este primer período proceden principalmente de tumbas bastante modestas como las encontradas en Niederanven. Sin embargo, las tumbas encontradas en el sudeste de Luxemburgo en Grosbous, Flaxweiler y Altrier, que datan de entre 450 y 250 a. C., contenían hallazgos mucho más ricos.
A juzgar por los objetos descubiertos en Altrier, la tumba de alrededor del 450 a. C. debe haber sido la de un cacique de alto rango. Contenía un estamno etrusco de bronce, una espada de hierro, una fíbula adornada de bronce y coral (broche) y un brazalete de oro. La tumba de Grosbous, que forma parte de un pequeño cementerio, es particularmente interesante ya que el cadáver había sido colocado en un carro de dos ruedas proporcionando indicaciones de cómo los celtas construyeron tales vehículos.

## Principales sitios celtas
La civilización celta estaba en su apogeo alrededor del 300 a. C., antes de la conquista romana en el 54 a. C. La mayoría de las pruebas de ese período se han descubierto en tumbas, muchas de ellas estrechamente relacionadas con Titelberg, un sitio de 50 ha que revela mucho sobre las viviendas y la artesanía de la época.

### Titelberg
Titelberg es el sitio de un gran asentamiento celta u oppidum en el extremo suroeste de Luxemburgo cerca de Rodange y Differdange. Aunque había estado habitada desde aproximadamente el 300 a. C., al siglo I a. C., la comunidad había alcanzado un alto nivel de urbanización y era casi seguro que era la capital del pueblo de los Tréveros. Fue, con mucho, el más grande de los asentamientos de los Tréveros en ese momento, sin duda como resultado de su proximidad a dos de las vías de comunicación celtas más importantes, una desde el sur que conectaba el Ródano con el valle del Mosela y el norte, la otra conduce a Reims y al oeste. Otro atractivo era el mineral de hierro que se podía extraer en las inmediaciones y, de hecho, se fundía cada vez más para producir cuchillos, lanzas, espadas y utensilios y equipo de cocina.
Con una superficie de unas 50 ha, la meseta de Titelberg de forma ovalada que se eleva 100 m sobre el río Chiers tiene aproximadamente 1 km de largo (NO a SE) y 500 m de ancho. La prueba de los cimientos de numerosas viviendas, un espacio público con fines religiosos o políticos, y las murallas de 9 m de altura que aún hoy se encuentran en la entrada SO, demuestran claramente la importancia del oppidum que, hasta la conquista romana, parece haber sido la sede de los caciques tréveros. 
Uno de los hallazgos más importantes en Titelberg ha sido una gran cantidad de monedas celtas que provienen no solo de los propios tréveros, sino también de varias otras tribus celtas, lo que indica que se había convertido en un centro de comercio que mostraba signos de urbanización. Se han excavado instalaciones para acuñar monedas cerca de la zona residencial y parecen haber sido utilizadas durante un período prolongado, tanto durante el período puramente celta como bajo los romanos, cuando los celtas comenzaron a adoptar la cultura romana. 
También se han encontrado en el sitio un gran número de fíbulas celtas y galo-romanas. En una multitud de formas y tamaños diferentes, estos broches de bronce, a veces con bisagras, se usaban como broches ornamentales o para sujetar prendas.
Inicialmente, los romanos convirtieron las viviendas celtas en casas con cimientos de piedra. Pero hacia finales del siglo I a. C., los romanos establecieron su centro de interés en Tréveris, que también se convirtió en la nueva capital de los tréveros. De hecho, los romanos desmantelaron las murallas y redujeron el oppidum a un vicus que, sin embargo, continuó habitado durante otros 400 años. 

### Clemency
Una cámara funeraria celta que mide 4,30 m por 4,20 m, la tumba gala más grande jamás encontrada, fue descubierta en 1987 en Clemency . Por las ofrendas en la tumba, era obviamente el lugar de entierro de un noble celta. Las ofrendas ncluían al menos diez ánforas de vino, una palangana de bronce itálica, una lámpara de aceite de Campania, una parrilla de hierro y unas 30 vasijas galas. También había una chimenea de una fundición de hierro en la cámara atestiguando la asociación del difunto con la producción de hierro.

### Nospelt
Las tumbas excavadas en Kreckelbierg, al noroeste del pueblo de Nospelt, contienen una impresionante variedad de artículos que incluyen jarras de vino, artículos de cerámica, espuelas, cuchillos, lanzas y una lámpara que testimonia la nobleza de los enterrados. Se cree que las tumbas podrían pertenecer a los jefes del asentamiento de Titelberg. Algunos de los artefactos, incluido un ánfora alta, procedían de lugares tan lejanos como el Mediterráneo, lo que muestra el alcance del comercio con otras regiones en ese momento.

### Kehlen
Una necrópolis del siglo I fue descubierta a principios de la década de 1970 en la meseta de Juckelsboesch entre Mamer y Kehlen. Un hermoso cuenco de vidrio azul oscuro estaba entre las ofrendas que se encontraron allí.

### Goeblange
En 1993, el Museo Nacional de Historia y Arte excavó tumbas celtas que datan del 50 a. C. al 30 a. C., que se habían descubierto en 1966 alrededor de 1 km al NE de las ruinas romanas en una zona conocida como Scheierheck. Las tumbas fueron sin duda el lugar de descanso de los aristócratas, cuatro hombres y una mujer, a juzgar por los artefactos que se encontraron allí. Estos incluían: 1 jarra de vino con forma de ánfora, 4 botellas, 7 platos, 5 ollas, 7 tazones, 5 tazas, 1 plato plano, 1 copa, 1 cuerno para beber, 1 cuchillo de hierro, 2 hojas de lanza, 2 espuelas, 3 broches de bronce, 1 par de tijeras y restos de cremación, incluidos los de un jabalí. 

### Feulen
Las 133 tumbas descubiertas en Feulen en 1996 datan del siglo II a. C. hasta la época galo-romana . Han revelado numerosas fíbulas, armasy herramientas de hierro, y una gran colección de cerámica, incluidas dos ánforas.

## Crisis delsigloIIIa.C.
Durante el siglo del 250 al 150 a. C., el área entre el Rin y el Mosa experimentó una reestructuración drástica debido a que alguna crisis ocurrida en la zona cercana a Hunsrück. Después de esta crisis, la población regresó a las tierras bajas y formaron las tribus galas conocidas por los textos clásicos. 

## Los tréveros
La tribu celta en lo que ahora es Luxemburgo durante y después del período de La Tène se conocía como los tréveros. Aunque de lengua celta, afirmaban ser descendientes de los alemanes para reforzar su reputación guerrera. En general, los tréveros tuvieron más éxito que la mayoría de las tribus galas en la cooperación con los romanos que completaron su ocupación en el 53 a. C. bajo Julio César. Dos revueltas del siglo I d. C. no dañaron permanentemente sus cordiales relaciones con Roma, y los tréveros se adaptaron fácilmente a la civilización romana.

### Citas
1. ↑  «Old Iron Age from National Museum of History and Art, Luxembourg». Archivado desde el original el 22 de mayo de 2007. Consultado el 27 de octubre de 2020.
2. ↑  Jeannot Metzler, Catherine Gaeng: Protohistoire from Préhistoire et Protohistoire au Luxembourg, Musée national d'histoire et d'art, Luxembourg, 2005
3. ↑  «The Mysterious Origins of Cherchen Man». Heritage Key. Consultado el 14 de marzo de 2011.
4. ↑  Nicolas Gaspar: Les fibules gauloises et gallo-romaines du Titelberg, Luxembourg, Musée national d’histoire et d’art, 2007
5. ↑  Clemency L'âge du Fer récent from Luxembourg's National Museum of History and Art. Retrieved 26 November 2007.
6. ↑  Beigaben von Grab D. Spätkeltische Zeit 50 - 30 v. Chr. Goeblingen-Nospelt Scheierheck.
7. ↑  Sebastian Schendzielorz: Feulen : ein spätlatènezeitlich-frührömisches Gräberfeld in Luxemburg, Dossiers d’archéologie du Musée national d’histoire et d’art (lX), Luxembourg, Musée national d’histoire et d’art, 2006
8. ↑  Tacitus: Germania, Chapter 28. Retrieved 12 December 2007.

### Otras lecturas
- Gaspar, Nicolas: Die keltischen und gallo-römischen Fibeln vom Titelberg: Les fibules gauloises et gallo-romaines du Titelberg, Luxemburgo, Musée national d'histoire et d'art, 2007, 325 p.,ISBN 978-2-87985-936-1 .
- Metzler, Jeannot: Das treverische Oppidum auf dem Titelberg : zur Kontinuität zwischen der spätkeltischen und der frührömischen Zeit en Nord-Gallien, Luxemburgo, Musée national d'histoire et d'art, 1995, 789 p.,ISBN 2-87985-024-X
- Metzler, J., / Metzler-Zens, N. / Méniel, P. et al. (Hrsg. ): Lamadelaine - une nécropole de l'oppidum du Titelberg. Dossier d'Archeologie du Musée National d'Histoire et d'Art IV. Luxemburgo 1999.
- Rowlett, RM / Thomas, HL / Rowlett, ES-J ..: "Stratified Iron Age House Floors in the Titelberg", Luxemburgo. En Journal of Field Archaeology. Vol. 9, núm. 3, 1982, 301–312.
- Thomas, HL, Rowlett, RM, Rowlett, ES-J .: "El Titelberg: una fortaleza de la época celta y romana". En Archaeology 28: 1, 1975, págs. 55–57.
- Thomas, HL, Rowlett, RM, Rowlett, ES-J .: "Excavaciones del Titelberg. Luxemburgo ". En Journal of Field Archaeology 3: 3, 1976, págs. 241-259.
- Shaw, Matthew L .: The North Smelter en Titelberg - Reciclaje de bronce post-imperial en la Galia belga Universidad de Missouri-Columbia. 2007.
- Weiller, Raymond: "Monedas encontradas en las excavaciones de Missouri en Titelberg". En Horizontes y estilos: estudios de arte y arqueología en honor al profesor Homer L. Thomas, ed. Paul Åström, págs. 269–289, Paul Åströms Förlag: Jonsered. 1993,ISBN 91-7081-072-9

- Datos: Q5058514